# Document (сингл)
Document — четвертий офіційний сингл румунського рок-гурту Coma, виданий 15 березня 2015 року. 18 березня на каналі Youtube [Архівовано 9 жовтня 2016 у Wayback Machine.] було представлено відеокліп до пісні.

## Опис синглу та реакція публіки
Згідно з відгуком на одному з сайтів , пісня є історією сором'язливої дитини, загубленої в світі.
На тому ж сайті описано, що темою пісні є любов, що виходить за рамки всього допущеного, і розриває шаблони стандартизованого світу.
Пісня містить повторюваний програш, на який декілька прихильників зробили кавер-версії на гітарі. Також існує фан-версія відеокліпу.
У грудні 2016 року гурт взяв участь в конкурсі каверів, де виконав свою версію хіта "Sub pielea mea", натомість виконавці Carla's Dreams представили свою версію пісні "Document". Обидва колективи зняли відеокліпи до кавер-версій.

## Відеокліп
Відео було представлене 18 березня 2015 року. Через усі його епізоди проходить велика купа дротів (вони стирчать із ванної, в якій лежить чоловік, обв'язують двох жінок на ліжку, а також під'єднані до праски, якою трясе жінка). Під час програшу, показано кремезного чоловіка, що намагається просверлити стіну, або пробити її молотом, а за стіною знаходяться музиканти, одягнуті в біле, та грають в уявні карти. Пізніше чоловік заносить через стіну дроти, в яких заплутані музичні інструменти. Учасники колективу розбирають їх та продовжують грати до кінця пісні.
Згідно з версією критиків, відео відображає найдивніші місця людської свідомості, яку, найімовірніше і символізує кімната з музикантами. А гра на інструментах означає, що свідомість отримує голос.
Відео отримало титул "Найкращий відеокліп 2015 року" від " Gala Metalhead Alternative Awards".